# Casa-fàbrica Cuyàs
La casa-fàbrica Cuyàs és un edifici situat al carrer de Sant Pau, 20 del Raval de Barcelona. Com que no està catalogat, li correspon la categoria D (bé d'interès documental), atorgada per defecte a tots els edificis del districte de Ciutat Vella.

## Història
El 1790, el pagès de les Corts de Sarrià Gaspar Cuyàs i Font va adquirir en emfiteusi dues cases al carrer de Sant Pau, i tot seguit, va demanar permís per a obrir una finestra i eixamplar un balcó al segon pis d'una d'elles, així com posar-hi estenedors per a eixugar peces d'indianes. El 1794 va ampliar la propietat amb l'adquisició d'una casa veïna, i el 1795 s'hi va produir un robatori: «En la noche del Sábado al Domingo 1 del corriente han faltado del prado del Sr. Gaspar Cuyás siete piezas de indianas pintadas, de campo blanco, las que estaban todas ensuciadas ó roxas de la rubia, y marcadas con la marca de dicho Sr. Cuyás. Se suplica por este aviso, que qualquiera persona que llegue á tener conocimiento de ellas, se sirva detenerlas, y avisar en la susodicha Fábrica, calle de S. Pablo, en donde se darán dos duros de gratificacion por cada pieza.»
Gaspar Cuyàs va morir el 1801, essent succeït pel seu fill Antoni Cuyàs i Piera, que el 1802 va demanar permís per a enderrocar les construccions existents i reconstruir-les de nova planta, segons el projecte del mestre de cases Josep Fiter. La fàbrica va continuar funcionant, i el 1849 hi havia la indústria cotonera de Josep Poch i Cia.
Antoni Cuyàs va morir el 1840 i deixà com a hereu el seu fill Vicenç Cuyàs i Barberà-Diumenjó, que el 1847 establí en emfiteusi la part interior de la finca (on es trobava la fàbrica) al seu germà Josep, des del 1834 propietari de l'edifici d'habitatges del carrer de Sant Pau per donació del seu pare arran dels capítols matrimonials. Semoler de professió, posteriorment va traspassar el seu establiment a Antoni Torra.
Josep Cuyàs i Barberà-Diumenjó va morir el 1877, i abans del 1888 s'hi establí la Fonda Universal de Saleta i Malet, i ja al segle xx, l'Hotel Imperial de Gastó Germans. Actualment, tot l'edifici és l'Hostal Ópera Ramblas.

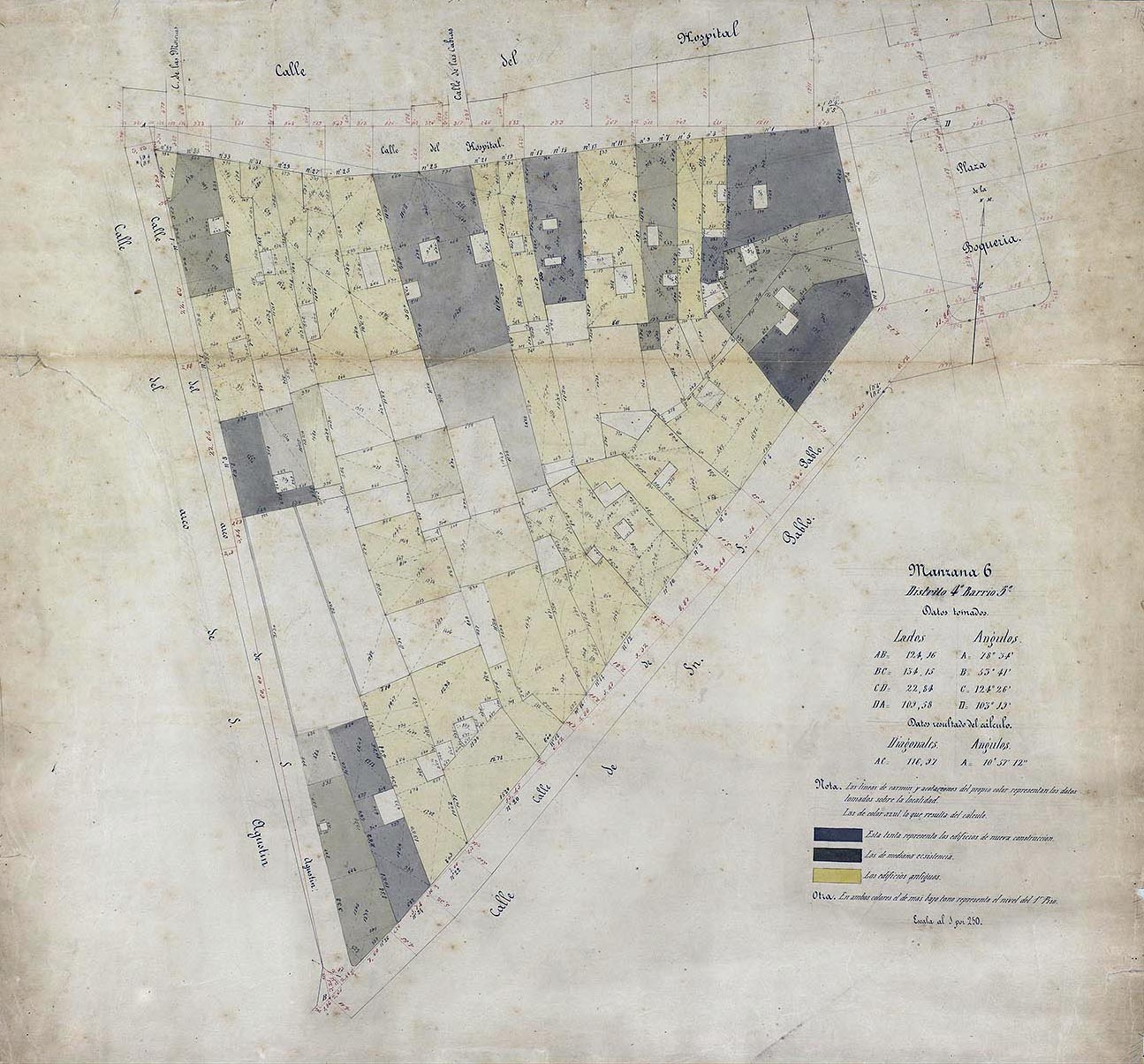
Quarteró núm. 97 de Garriga i Roca (c. 1860)